# Orbe (rivier in Frankrijk)
De Orbe is een rivier in Zuid Frankrijk. Er is ook een rivier Orbe in de Jura op de grens van Frankrijk en Zwitserland.

## Bron en Loop
De Orbe heeft een lengte van 16,6 km. De rivier ontspringt bij Augnax in het departement Gers. De rivier vloeit bij Homps in hetzelfde departement in de Arrats.

## Plaatsen aan de Orbe
- Augnax
- Mansempuy
- Monfort
- Homps

## Zijrivieren van de Orbe
| - Ruisseau de Lapeyrère (O6070530) - La Charlangue (O6070540) - Ruisseau de Bramepan (O6070560) - Ruisseau d'en Matte (O6070610) | - Ruisseau de Touron (O6070620) - Ruisseau du Garcin (O6070660) - Ruisseau de Larroque (O6070680) - Ruisseau de Marac (O6070690) | - Ruisseau de la Marche (O6070700) - Ruisseau de Lourbat (O6070710) - Bras de l'Orbe (O6075001) |  |

- Virtual International Authority File: 236153140